# Cantó de Lo Mas d'Asilh
El cantó de Lo Mas d'Asilh és un cantó francès del departament de l'Arieja, a la regió d'Occitània. Està enquadrat al districte de Pàmies, té 14 municipis i el cap cantonal és Lo Mas d'Asilh.

## Municipis
- La Bastida de Besplàs
- Las Bòrdas d'Arisa
- Camarada
- Campanha d'Arisa
- Castèths
- Daumasan
- Hornèths
- Gabre
- Loubaut
- Lo Mas d'Asilh
- Meràs
- Montfan
- Savarat
- Toars